# Dactylospora saxatilis
Dactylospora saxatilis är en lavart som först beskrevs av Schaer., och fick sitt nu gällande namn av Hafellner 1979. Dactylospora saxatilis ingår i släktet Dactylospora och familjen Dactylosporaceae.  Arten är reproducerande i Sverige. Inga underarter finns listade i Catalogue of Life.